# Sedum cockerellii
Sedum cockerellii är en fetbladsväxtart som beskrevs av Nathaniel Lord Britton. Sedum cockerellii ingår i Fetknoppssläktet som ingår i familjen fetbladsväxter. Inga underarter finns listade i Catalogue of Life.